# Soniya Chanu Ngangbam
Soniya Chanu Ngangbam (ur. 15 lutego 1980) – indyjska sztangistka. Olimpijka z Londynu 2012, gdzie zajęła siódme miejsce w kategorii 48 kg. Szósta w mistrzostwach świata w 2011. Piąta na igrzyskach azjatyckich w 2010. Czwarta na mistrzostwach Azji w 2009 i 2012. Wicemistrzyni igrzysk wspólnoty narodów w 2010 roku.
W roku 2012 została laureatem nagrody Arjuna Award.